# Xiphocentron lavinia
Xiphocentron lavinia är en nattsländeart som beskrevs av Schmid 1982. Xiphocentron lavinia ingår i släktet Xiphocentron och familjen Xiphocentronidae. Inga underarter finns listade i Catalogue of Life.